# Aenictequoidea
Super-famille
Les Aenictequoidea sont une super-famille d'acariens mesostigmates. Elle est composée de quatre familles.

## Liste des familles
Selon Beaulieu, Dowling, Klompen, de Moraes & Walter, 2011 :
- Aenictequidae Kethley, 1977
- Euphysalozerconidae Kim, 2008
- Messoracaridae Kethley, 1977
- Ptochacaridae Kethley, 1977

## Publication originale
- Kethley, 1977 : A review of the higher categories of Trigynaspida (Acari: Parasitiformes). International Journal of Acarology, vol. 3, n. 2, p. 129–149.